# ويليس ويتفيلد
ويليس ويتفيلد (بالإنجليزية: Willis Whitfield)‏ هو فيزيائي ومخترِع أمريكي، ولد في 6 ديسمبر 1919 في أوكلاهوما في الولايات المتحدة، وتوفي في 12 نوفمبر 2012 في ألباكركي في الولايات المتحدة.